# 萨乃
萨乃，是缅甸若开邦皎漂縣皎漂镇区下辖的一个镇。该镇驻扎有一处隶属于丹雅瓦底海军司令部的潜艇基地和一支海军舰队。
该镇目前被缅甸民族地方武装若开军所控制。